# Monacrosporium cionopagum
Monacrosporium cionopagum (укр. Монакроспоріум ціонопаґум) — вид грибів роду Monacrosporium. Гриб класифікували у 1964 році.

## Будова
Грибниця утворює тенета з липкими виростами.

## Життєвий цикл
Цей гриб паразитує, полюючи на нематод. Гіфи виростають у вигляді пасти, що може ухопити нематоду.